# Synthliboramphus
A Synthliboramphus a madarak osztályának lilealakúak (Charadriiformes) rendjébe és az alkafélék (Alcidae) családjába tartozó nem.

## Rendszerezés
A nemet Johann Friedrich von Brandt német zoológus és természettudós írta le 1837-ben, az alábbi fajok tartoznak ide:
- ezüstalka (Synthliboramphus antiquus)
- japán alka (Synthliboramphus wumizusume)
- kaliforniai alka (Synthliboramphus craveri)
- Scripps-alka (Synthliboramphus scrippsi)
- Xantus-alka (Synthliboramphus hypoleucus)[1]

## Előfordulásuk
Észak-Amerika nyugati részén és Kelet-Ázsia területén honosak. Természetes élőhelyeik a sziklás tengerpartok és szigetek, valamint a nyílt óceán. Állandó, nem vonuló fajok.

## Megjelenésük
Testhosszuk 21-26 centiméter körüli.